# Mysorelloides multisulcata
Mysorelloides multisulcata là một loài ốc nước ngọt nhiệt đới với một nắp, là động vật chân bụng sống dưới nước động vật thân mềm trong họ Thiaridae. Nó được tìm thấy ở Burundi, Cộng hòa Dân chủ Congo, Tanzania, và Zambia. Môi trường sống tự nhiên của chúng là hồ nước ngọt.